# Белка (приток Тетерева)
Бе́лка (устар. Левадная) — река на Украине, в Радомышльском районе Житомирской области. Правый приток Тетерева (бассейн Днепра). Длина реки 40 км, площадь бассейна 354 км².
Долина трапециевидная, шириной до 2 км, глубиной 20 м. Русло слабоизвилистое, шириной 5 м, в верхнем и среднем течении частично канализированное. Уклон реки 1 м/км.
Белка берёт начало юго-восточнее села Кочерова. Протекает через такие села: Забелочье, Негребовка, Таборище, Белка, Хомовка и Крымок.
Река сначала течёт на северо-запад, затем поворачивает на северо-восток и около села Белки снова поворачивает на северо-запад. Впадает в Тетерев северо-западнее села Крымок.
По течению реки расположены сравнительно крупные пруды, среди которых выделяются водоём возле сёл Хомовка и Крымок. Однако самым большим прудом считается водоём протяжённостью 8,9 км, который тянется вдоль Тетерева.
Река представляет важное место в развитии и ведения хозяйства. В ней живут многочисленные виды рыб, окрестности (особенно в нижнем течении, где значительные лесные массивы) населяют разнообразные животные.
Наибольшие притоки: Самсоновка, Гуска (правые).